# Min Gyeong-gap
Min Gyeong-gap (kor. 민 경갑; ur. 27 sierpnia 1970) – południowokoreański zapaśnik w stylu klasycznym. Brązowy medalista olimpijski z Barcelony 1992 w kategorii 52 kg.
Dwukrotny uczestnik mistrzostw świata, siódmy w 1991. Złoto na igrzyskach azjatyckich w 1994. Mistrz Azji w 1993. Pierwszy w Pucharze Świata w 1993 i trzeci w 1991 roku.